# 鏡平學校

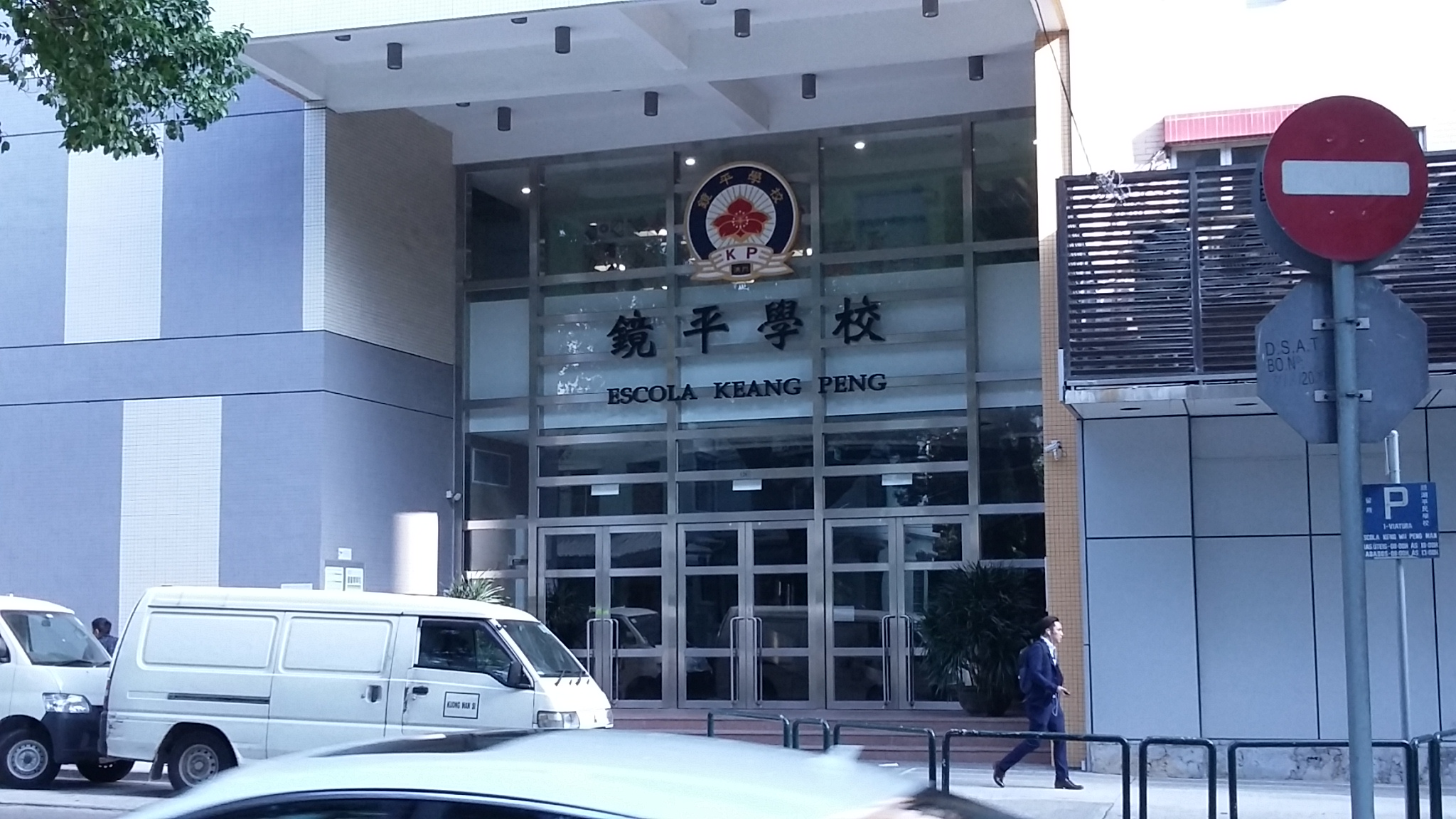
鏡平學校小學部

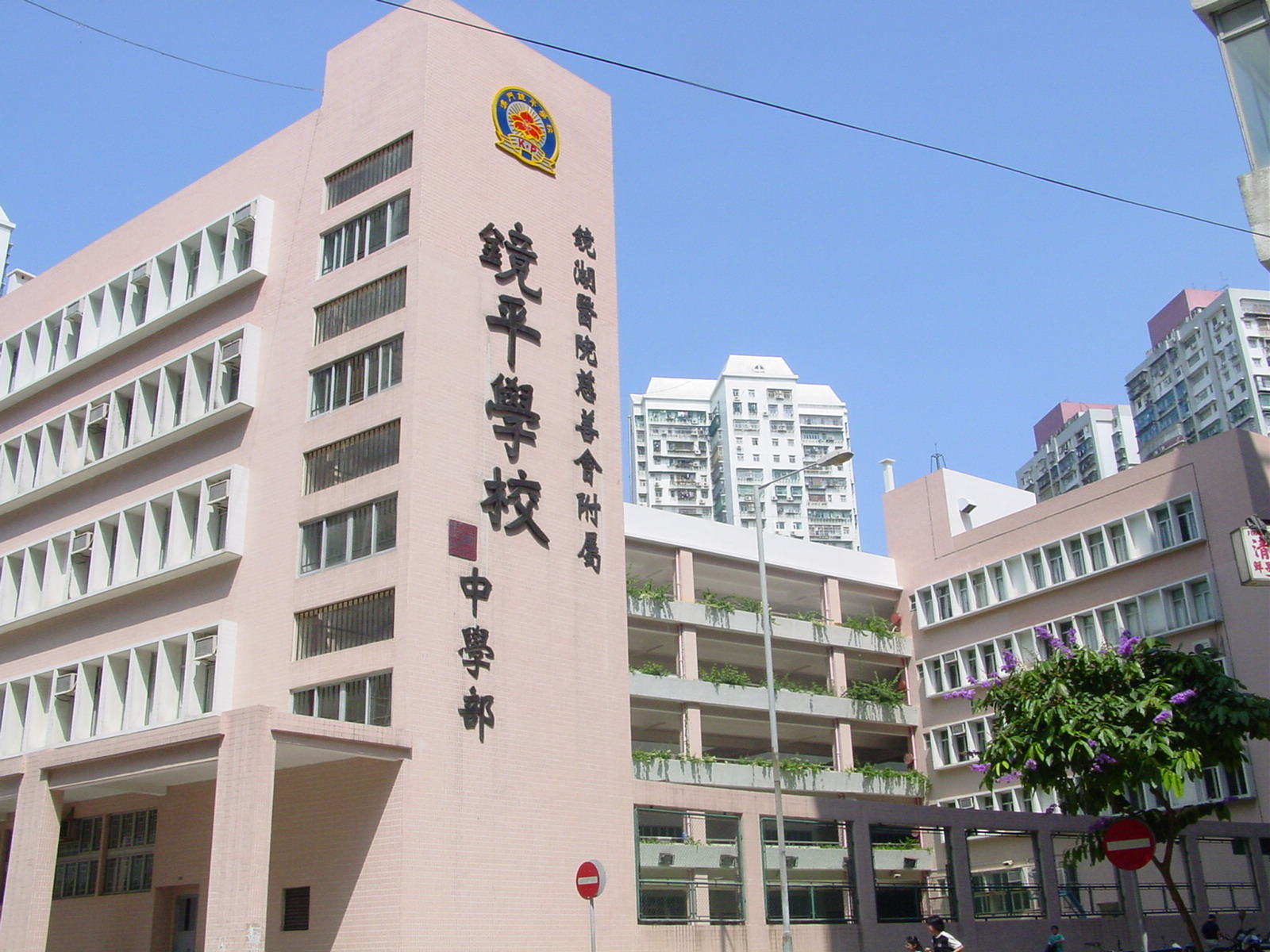
鏡平學校中學部

鏡平學校（葡萄牙語：Escola Keang Peng）是澳門鏡湖醫院屬下的一所學校。現任校長為黎世祺。幼稚園和小學位於黑沙環俾利喇街；中學部位於黑沙環馬場大馬路

## 歷史
鏡平學校的前身是1949年成立的鏡湖平民聯合小學，鏡湖平民聯合小學合校至今已七十周年了，學校的前身是鏡湖小學與平民學校。1948年間，兩校的校董會董事決定將兩校合併。當年，鏡湖醫院慈善會董事何善衡先生捐出望廈地段作校址之用，董事會合力籌募建校經費。
合校初期
1949年中，新校舍落成，命名為鏡湖平民聯合小學。此外，還在下環區和新橋區附設分校，正校也附設有夜校，學生人數增至一千四百多人。但由於學額有限，每年招收的學生遠遠未能滿足家長的要求。1956年，正校又在操場靠近俾利喇街地段增建一座兩層高的，擁有八個課室的校舍，學生人數增至二千人。
隨著社會的發展需要，為了進一步辦好鏡平學校，1990年鏡湖慈善會、校董會和董事們，本著關心教育造福清貧學生，培養社會人才的精神，開展了籌募鉅款改建學校工作，也得到政府的資助，以及社會人士和校友等大力支持，1992年初新校舍落成和啟用，改名為鏡平學校。
鏡平學校合校初，由余倩嫻女士任校長，她儉樸負責。1950年8月，何賢先生接任校長，並聘請黃煜堂先生為教導主任，他按實際對校務進行全面改革。在管理方面：建立師生各方面組織，如設置教導小組、科組、歸程線、勞動隊等，加強了學校工作的計劃性。在教學方面：堅持以課堂教學為主導， 建立起同級同科集體備課和寫教案的制度，做到統一教學要求和考查題目等，在科組長領導下，定期進行教學觀摩和教學研討活動。通過這些活動和組織，有效地加強了對學校工作的領導，也提高了教師的教學品質和工作效能，促進了學校工作的發展。同時學校堅持進行愛國愛校，勤儉樸素，團結互助的教育方針，注重培養同學的良好品德。 
90年代初
1984年2月，由何德明先生擔任校長，他繼承學校的優良傳統，結合形勢的發展，鼓勵老師們進修師範專業課程，參加校外有益的活動，提高教學素質。增設電腦課、公民課，組織學生參與校內的 各類興趣班活動、校外的社會活動，使學生得到鍛練和教育，校務得到穩步發展。 
1990年8月由崔世安先生擔任校長後，校務繼續有較大發展，他關心學校小學部的拆建擴校工作，積極改善學校環境和設備，大力推動電化教學，解決了不少學生的特殊困難，使他們能繼續完成學業。1994年開始不遺餘力推動籌辦鏡平學校中學部。 
學校按發展需要，於1969年7月結束新橋二分校後，1996年又結束下環區分校，把學生轉到正校去就讀。同時也根據社會需求，於1993年增設了鏡平專業進修中心，設有高級電腦班、會計班、普通話班、繪畫班、舞蹈班等，讓青少年更多地選擇進修，而學成畢業的也不少。 
中學部成立
在鏡湖慈善會、各界人士、家長、學生關心支持下，1997年9月鏡平學校中學部落成啟用了。
為應付近年中學部的急速發展，自2009年7月，鏡平學校（中學部）的禮堂及二樓露天球場整橦清拆擴建，並計劃重建一座多功能禮堂、室內球場及新課室等。位於四樓的第二化學實驗室有也重建整修的計劃，計劃於2010年夏季動工。
小學重建
2013年6月底，在徵同大數家長意見的情況下，開始了為期三年的小學校舍重建，學生被分配在四個不同地點上課。
小學重建完成
鏡平學校小學部新校舍在2016年9月啟用，校舍的規模擴大了，全校佔地面積3340平方米， 總建築面積27800平方米。每級設有6個教學班，小學共36個教學班，學生人數約1200人，教職員人數約一百人。

## 辦學理念

### 辦學宗旨
堅持教育為澳門社會發展服務的方向，使受教育者能熱愛祖國，熱愛澳門，在德智體群美諸方面得到全面和諧的發展，為培養有理想、有道德、有知識、有能力、有健全體魄的人才奠定基礎。校訓為誠、毅、精、博。

### 辦學目標
全面推進素質教育，實施現代教育技術環境下的創思教育，建立高效率的管理系統，建設高素質的師資隊伍，營造良好的校園文化、培養高素質的建設人才，把我校建設成澳門的一流學校。

### 育人目標
德育為首、智育為主、能力為重、全面發展、學有特長。

## 歷任校長
|   | 中文名稱 | 外文名稱             | 開始擔任日期 | 最後擔任日期 | 備註 |
| - | -------- | -------------------- | ------------ | ------------ | ---- |
| 1 | 余倩嫻   | Yu Sin Han           | 1949年       |              |      |
| 2 | 何賢     | Ho Yin               | 1950年8月    |              |      |
| 3 | 何德明   | Ho Tak Meng          | 1984年2月    |              |      |
| 4 | 崔世安   | Fernando Chui Sai-on | 1990年8月    | 1999年       |      |
| 5 | 黎世祺   | Lai sai kei          | 1999年       | 現正擔任中   |      |

## 教學相關

### 小學
科目：中文（2016學年起全部年級增設閱讀課；小一至小三設有書法課和普通話課）、數學、英文（另設會話課）、常識、電腦（2016學年起更名資訊與科技）、公民、美術（手工）、音樂、體育

### 中學
科目：中文（初中設有中閱課；高一及高二設有文學課，高三文綜班及歷史班設有中附課）、數學（初中依學年和年級的不同會拆分為數四課與數三課或數二課組合或者不分拆；高二及高三分文組數及理組數，高三理組及地理班設有數附課）、英文（2016學年或以前設有英閱課；2017學年起拆分為英讀課與文法課，前後者學科單位分開計，高三不設文法課，但設有英附課；初中設有聽力課，高一及高二文組設有會話課，當中高二文組會話會單獨計0.5單位）、歷史（初一至高一、高二、高三文綜班及歷史班；高三地理班歷二課不用測驗及考試）、地理（初一、初二、高一、高二、高三文綜班及地理班；高三歷史班地二課不用測驗及考試）、簿記（高二文組）、科學（初一，2015學年或以前分拆為生物和物理）、物理（初二至高一、高二、高三工程班及理綜班）、化學（初二至高一、高二、高三生化班及理綜班）、生物（初二、初三、高二及高三生化班）、電腦、美術（高三除外）、音樂（高三除外）、公民（初中）、科技與生活（2019學年起初中增設）、體育。

## 外部連結
- 鏡平學校校園網 （页面存档备份，存于）